# 258 Tyche
258 Tyche är en asteroid i huvudbältet som upptäcktes den 4 maj 1886 av den tyske astronomen Robert Luther. Den fick senare namn efter Tyche, eller Eutychide, som i den grekiska mytologin är ödets, lyckans och slumpens gudinna.
Den tillhör asteroidgruppen Eunomia.
Tyches senaste periheliepassage skedde den 12 mars 2023.